# Lora rassina
Lora rassina är en snäckart. Lora rassina ingår i släktet Lora och familjen Turridae. Inga underarter finns listade i Catalogue of Life.